# Kvæl slipsevældet
Kvæl slipsevældet er en dansk dokumentarfilm fra 1981, der er instrueret af Helle Munk.

## Handling
Filmen handler om Rødstrømpebevægelsens arbejdsmetoder og tager udgangspunkt i 500 kvinders arbejde med Kvindefestivalen 1979. Festivalens tema var: "Hvad skal du være, når du bliver stor - Mor?" Nogle kvinder fortæller, hvordan de selv har oplevet festivalens problematik og deres fælles situation.